# 도쿠우라 신호장
도쿠우라 신호장(일본어: 徳浦信号場)은 일본 오이타현 쓰쿠미시에 있는 규슈 여객철도 닛포 본선의 신호장이다.

## 구조
우스키역보다 쓰쿠미역 방향으로 5.2km의 지점에 위치한다. 2선을 가진 단선 구간 열차 교환형의 신호장이다. 하행선의 포인트는 직선이지만, 출발신호기는 한쪽 방향밖에 없기 때문에 교행되지 않다.
중앙부에 있는 전기실의 쓰쿠미 쪽은 짧은 터널로 되어있기 때문에, 하행 쪽의 터널 입구에는 중계 신호기가 설치되어 있다.

## 주변
- 히가시큐슈 자동차도 쓰쿠미 나들목

## 역사
- 1967년 9월 27일 : 일본국유철도가 개설.
- 1987년 4월 1일 : 민영화에 따라, 규슈 여객철도가 승계.

## 인접 정차역
| 닛포 본선          | 닛포 본선   | 닛포 본선                |
| ------------------ | ----------- | ------------------------ |
| 우스키 고쿠라 방면 | ■ 닛포 본선 | 쓰쿠미 가고시마추오 방면 |